# دوالي (طب)
الدالية أو توسع وريد (بالإنجليزية: Varix)‏ وجمعُها دوالي (بالإنجليزية: Varices)‏، هي تَوسع وعائي غير طبيعي مصحوب بمسار وعائي مُتعرج. تحدث الدوالي عادةً في الأوردة، ولكن قد تحدث أيضًا في الشرايين أو الأوعية اللمفية.
من الأمثلة على الدوالي:
- دوالي وريدية، أوردة كبيرة متعرجة، غالبًا توجد في الأقدام.
- دوالي تحت اللسان.
- دوالي مريئية، عادة ما تحدث بسبب تشمع الكبد.
- دوالي معدية، عادة ما تحدث بسبب تشمع الكبد.
- دوالي معوية.
- دوالي الخصية.
- دوالي فرجية.
- دوالي حوضية.
- دوالي مثانية.
- دوالي شرجية، والتي قد تكون مشابهة للبواسير الخارجية.